# Гомункул

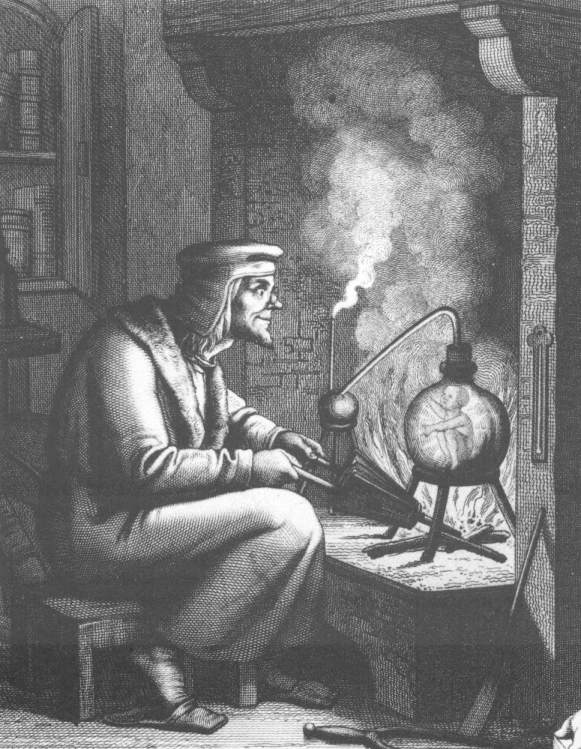
Фауст с гомункулом. Гравюра XIX в.

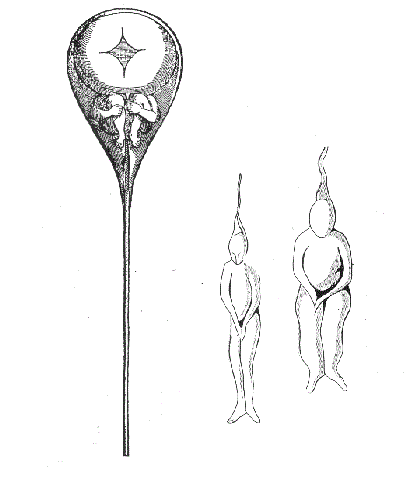
Гомункул в сперматозоиде. Рисунок голландского мифолога Хартсекер, Николас (1694 год)

Гомункул, гому́нкулус (лат. homunculus — «человечек») — по научным представлениям Средневековья и Нового времени, искусственный человек, которого алхимики хотели создать лабораторным способом. Концепция уходит корнями в преформизм, а также в более ранние фольклорные и алхимические традиции. 
Термин дал название кортикальному гомункулусу — изображению человека с искажённым масштабом частей тела, которое призвано продемонстрировать соответствующую моторно-сенсорному органу площадь коры головного мозга.

## История
Возьми известную человеческую жидкость и оставь гнить её сперва в запечатанной тыкве, потом в лошадином желудке сорок дней, пока не начнет жить, двигаться и копошиться, что легко заметить. То, что получилось, ещё нисколько не похоже на человека, оно прозрачно и без тела. Но если потом ежедневно, втайне и осторожно, с благоразумием питать его человеческой кровью и сохранять в продолжение сорока седьмиц в постоянной и равномерной теплоте лошадиного желудка, то произойдет настоящий живой ребенок, имеющий все члены, как дитя, родившееся от женщины, но только весьма маленького роста.
Н. Н. Плавильщиков, «Гомункулус» (1958)
Долгое время создание первого гомункула приписывалось Арнальдусу де Вилланове, жившему в XIII веке. Один из наиболее известных «рецептов» получения гомункула предложен в XVI веке Парацельсом. Алхимик считал, что заключённая в особом сосуде человеческая сперма при нагревании и некоторых других манипуляциях (закапывании в конский навоз, «магнетизации», суть которой окончательно не ясна) становится гомункулом. «Вскармливался» гомункул путём добавления в колбу небольшого количества человеческой крови. Время вызревания гомункула по Парацельсу — 40 дней, рост гомункула — 11—12 дюймов.
Согласно представлениям XVII—XVIII веков, гомункул изначально находится в сперматозоиде, а при попадании в материнский организм преобразуется в человека; иногда и сам сперматозоид отождествлялся с гомункулом. Подобные воззрения получили название анималькулизма; одним из приверженцев анималькулизма был Левенгук, первооткрыватель сперматозоидов. Представления о гомункуле отразились во многих средневековых рисунках, обычно изображающих гомункула — маленького человечка, попадающего в материнский организм и значительно увеличивающегося в размерах. В XVIII веке академическая наука в лице одного из основателей эпигенеза Каспара Вольфа резко выступила против подобных преформистских представлений.

## В искусстве
В литературе гомункул появляется впервые в пьесе «Фауст» Иоганна Гёте. Создаёт его старый мудрец Вагнер, ученик Фауста. Гомункул выделяется уникальным интеллектом и огромным желанием стать полноценным человеком.
Понятие «Гомункулус» есть и у братьев Стругацких в повести «Понедельник начинается в субботу», в кратком послесловии и комментариях и. о. заведующего вычислительной лабораторией НИИЧАВО младшего научного сотрудника А. И. Привалова: «В представлении неграмотных средневековых алхимиков — человекоподобное существо, созданное искусственно в колбе. На самом деле в колбе искусственное существо создать нельзя. Гомункулусов синтезируют в специальных автоклавах и используют для биомеханического моделирования».
В Германии во время Первой мировой войны с большим успехом демонстрировался немой художественный фильм-сериал Отто Рипперта «Гомункулус» (1916) в шести частях, оказавший большое влияние на развитие немецкого кинематографа 1920-х годов. В заглавной роли снимался очень популярный в те годы датский и немецкий актёр Олаф Фёнс, «чья романтическая внешность в роли Гомункулуса оказала влияние на моду берлинских франтов», как писал кинокритик Зигфрид Кракауэр.
Ставшее интернет-мемом творение современной нидерландской художницы-инсталлятора Маргрит ван Бреворт, известное под народным прозвищем «Ждун», имеет авторское название Homunculus loxodontus, что можно перевести с латинского как «Гомункул слоноподобный». Скульптура, созданная из пластика и эпоксидной смолы в 2016 году для ежегодного конкурса, проводимого фондом «Скульптуры в Лейдене», изображает существо серого цвета с головой северного морского слона, мешковатым телом гигантской личинки, без ног, но с человеческими руками, которое терпеливо, с улыбкой ожидает своей очереди в кабинет врача. 